# HB Ludwigsburg
HB Ludwigsburg tidigare SG BBM Bietigheim är en tysk handbollsklubb. Baden-Württemberg, bildad 1997 genom en sammanslagning av TSV Bietigheim och TV Metterzimmern. Staden har haft elitlag i tyska Bundesligan i handboll för både herrar och damer. Damlaget flyttade 2024/25 till HB Ludwigsborg och spelar under det namnet
Laget nådde sin första stora framgång 2017 genom att vinna det tyska mästerskapet. Dessutom tog sig damerna till final i EHF-cupen. Bietigheim spelade final med damlaget i EHF-cupen mot GK Rostov-Don men förlorade med sammanlagt 46-53. 2019 vann Bietigheim tyska mästerskapet för andra gången. 2021 vann klubben tyska cupen för första gången. Ett år senare följde den första internationella titeln med EHF European League. 2022 vann Bietigheim flera titlar: De blev tyska mästare och tyska cupvinnare, vann Supercupen och European League. Totalt vann klubben 63 matcher i rad under säsongen – ett rekord.
SG BBM Frauen GmbH & Co. KG, operatör för förstalaget, flyttade till Ludwigsburg för säsongen 2024/2025 och anslöt till HB Ludwigsburg, under vars namn Bietigheim fortsätter att spela i Bundesliga.
Klubben har blivit tyska mästare på damsidan 2017, 2019, 2022  2023 och 2024.

## Meriter
- European League-mästare 2022
- Tyska mästare: 2017, 2019, 2022, 2023, 2024

## Spelartrupp 2023/2024
| Nr | Land          | Pos | Namn                   |
| -- | ------------- | --- | ---------------------- |
| 1  | Ungern        | MV  | Melinda Szikora        |
| 28 | Danmark       | MV  | Sarah Nørklit Lønborg  |
| 94 | Brasilien     | MV  | Gabriela Dias Moreschi |
| 4  | Frankrike     | M6  | Kaba Gassama           |
| 5  | Tyskland      | V6  | Antje Döll             |
| 7  | Kroatien      | H9  | Klara Birtic           |
| 10 | Nederländerna | M9  | Inger Smits            |
| 14 | Polen         | M9  | Karolina Kudłacz-Gloc  |
| 19 | Danmark       | H9  | Anne With Johansen     |

| Nr | Land          | Pos | Namn               |
| -- | ------------- | --- | ------------------ |
| 20 | Sverige       | M6  | Sofia Hvenfelt     |
| 21 | Nederländerna | V9  | Kelly Dulfer       |
| 22 | Tyskland      | V9  | Xenia Smits        |
| 23 | Sverige       | M9  | Isabelle Andersson |
| 24 | Nederländerna | M6  | Danick Snelder     |
| 30 | Tyskland      | H6  | Jenny Behrend      |
| 48 | Ungern        | H6  | Dorottya Faluvégi  |
| 67 | Tjeckien      | V6  | Veronika Mala      |

## Spelare i urval
- Daniela Gustin (2018–2019)
- Laura van der Heijden (2018–2020)[10]
- Stine Jørgensen (2020–2022)
- Angela Malestein (2014–2020)
- Nina Müller (2015–2018)
- Susann Müller (2015–2018)
- Tess Wester (2015–2018)
- Trine Østergaard (2020-2023)